# 12690 Kochimiraikagaku
12690 Kochimiraikagaku eller 1988 VG1 är en asteroid i huvudbältet som upptäcktes den 5 november 1988 av den japanska astronomen Tsutomu Seki vid Geisei-observatoriet. Den är uppkallad efter muset Kochi-Mirai-Kagakukan.
Asteroiden har en diameter på ungefär 15 kilometer.